# The Essex
The Essex was een Amerikaanse R&B-groep, die in 1962 werd opgericht door Walter Vickers en Rodney Taylor, beide in dienst bij het United States Marine Corps op Okinawa. Na hun terugkeer in de Verenigde Staten vormden ze The Essex samen met Billie Hill en Rudy Johnson, wat later gevolgd door de zangeres Anita Humes. Allen waren ze Marines.
In 1963 kregen ze een platencontract bij Roulette Records. Hun eerste single, "Easier Said Than Done" geschreven door Larry Huff en William Linton, was een onmiddellijk succes en bereikte de top van de Amerikaanse Billboard Hot 100 en Billboard's R&B hitlijst in juli 1963. Er werden meer dan 1 miljoen exemplaren van verkocht. De opvolger, "A Walkin' Miracle", klom tot nummer 12 in september 1963. The Essex waren toen een kwartet nadat Rudy Johnson de groep had verlaten omdat hij naar Okinawa was overgeplaatst. Een derde single, "She's Got Everything", behaalde een nummer 56-notering.
Omdat ze in militaire dienst waren konden de groepsleden slechts optreden mits speciale toelating en moesten ze dat doen in uniform. Na een vierde single, "What Did I Do" uit 1964 uitgebracht onder de naam Anita Humes and the Essex, ging de groep uit elkaar. Anita Humes ging nog een tijdje door als solozangeres en bracht nog een aantal singles uit op Roulette, echter zonder veel succes. Ze overleed in 2010.

## Discografie

### Singles
- "Easier Said than Done"/"Are You Going My Way?" (Roulette 4494, 1963)
- "A Walkin' Miracle"/"What I Don't Know Won't Hurt Me" (Roulette 4515, 1963)
- "She's Got Everything"/"Out of Sight, Out of Mind" (Roulette 4530, 1963)
- "What Did I Do"/"Curfew Lover" (Roulette 4542, 1964)

### LP's
- Easier Said Than Done (Roulette SR25234, 1963)
- A Walkin' Miracle (Roulette SR25235, 1963)
- Young & Lively - Featuring Anita Humes with The Essex (Roulette SR25246, 1964)

In 1994 verscheen een compilatie-CD, "The Best of The Essex Featuring Anita Humes" op het label Sequel uit het Verenigd Koninkrijk.